# Dieter Kühn (Schriftsteller)

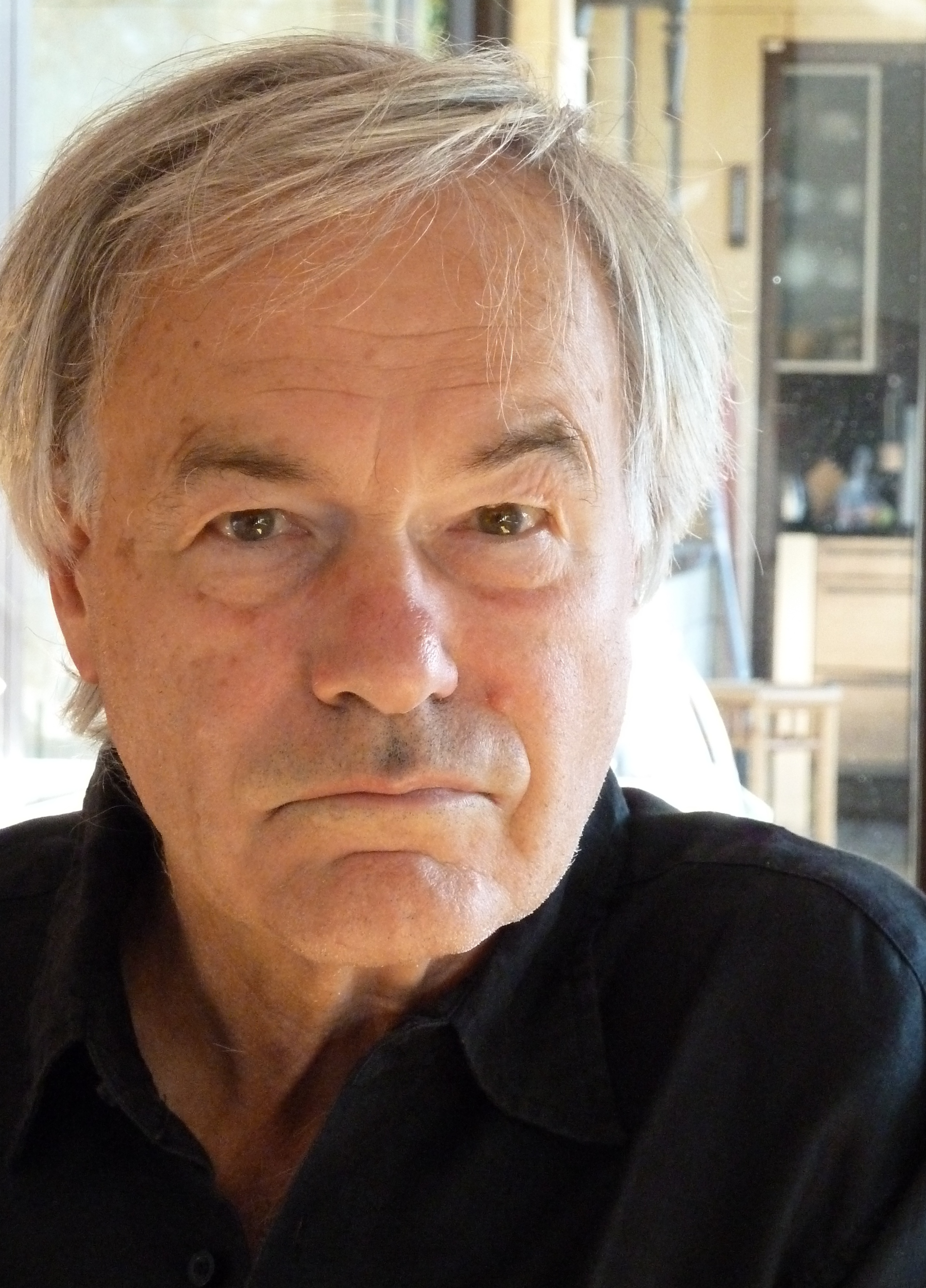
Dieter Kühn, 2011

Dieter Kühn (* 1. Februar 1935 in Köln; † 25. Juli 2015 in Brühl (Rheinland)) war ein deutscher Schriftsteller.

## Leben
Dieter Kühn besuchte die Volksschule in Herrsching am Ammersee und das Gymnasium in München. Nach dem Umzug der Familie nach Düren im Jahre 1949 legte er am dortigen Stiftischen Gymnasium 1955 das Abitur ab und studierte anschließend Germanistik und Anglistik an den Universitäten in Freiburg im Breisgau, München und Bonn. Anschließend besuchte er die Vereinigten Staaten und war ein Jahr lang Assistent am Haverford College. 1964 wurde er mit einer Arbeit über Robert Musils Roman Der Mann ohne Eigenschaften promoviert. Seit 1965 war Kühn Schriftsteller. 1993 hielt Kühn an der Frankfurter Johann Wolfgang Goethe-Universität die Frankfurter Poetik-Vorlesungen.
Dieter Kühns umfangreiches Werk umfasst Romane, Erzählungen, Biografien, Kinderbücher, Essays, Gedichte, Theaterstücke und Hörspiele, bei deren Realisierung er teilweise auch selbst Regie führte. Außerdem ist er als Übersetzer mittelhochdeutscher Klassiker hervorgetreten. Ich Wolkenstein, seine Biographie Oswalds von Wolkenstein, und seine Übertragungen des Parzival von Wolfram von Eschenbach sowie des Tristan von Gottfried von Straßburg waren „eine literarische Sensation, weil sie einen völlig neuen Zugang zum Mittelalter eröffneten“.

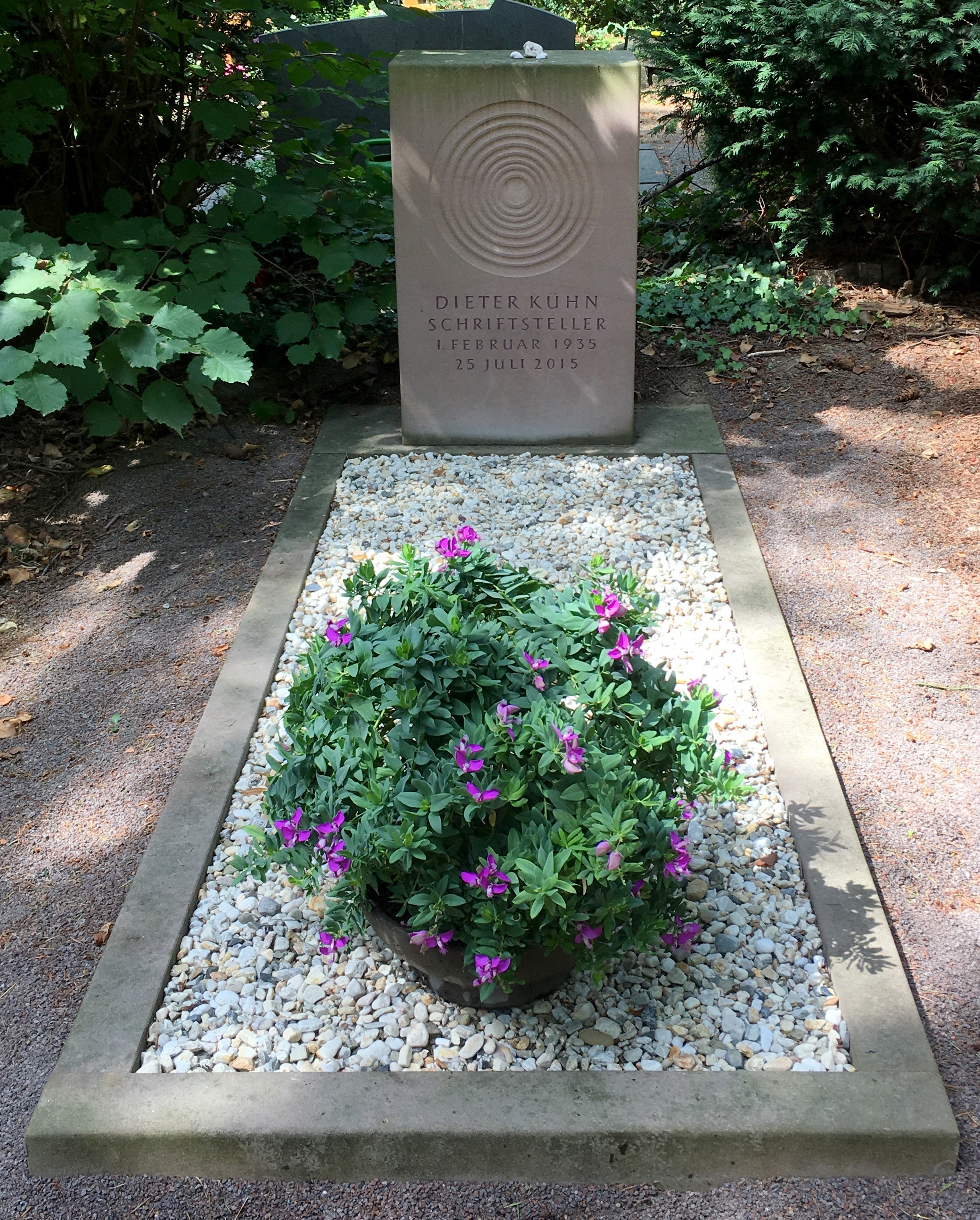
Grab auf dem Friedhof Melaten

Dieter Kühn war Mitglied im PEN-Zentrum Deutschland. Er lebte zuletzt in Brühl bei Köln und wurde am 31. Juli 2015 auf dem Friedhof Melaten (Flur 28 Nr. 95) in Köln beigesetzt.
Im Juli 2016 wurde bekannt, dass Kühns Nachlass als Schenkung an das Deutsche Literaturarchiv Marbach ging.

## Werke

### Bücher
In Kühns Schaffen können die Grenzen zwischen den Genres, besonders die zwischen fiktionaler und Sachliteratur, nur unter Vorbehalt gezogen werden, da die meisten seiner Schriften biographische Elemente enthalten, wobei das Spektrum alle möglichen Spielarten umfasst, von streng wissenschaftlicher Darstellung über freie literarische Ausgestaltung bis hin zu kontrafaktischer Spekulation. Daher ist die im Folgenden vorgenommene Systematisierung eher als grobe Überblickshilfe denn als belastbare Literaturwissenschaft zu verstehen.
Das Mittelalter-Quartett  (Reihenfolge nicht chronologisch, sondern nach Kühns Festlegung im Begleitschreiben, enthalten im Anhang des Dritten Buches)
- Erstes Buch: Der Parzival des Wolfram von Eschenbach (Wolfram von Eschenbach, Parzival)
  - Erstausgabe: Insel, Frankfurt am Main 1986
  - Neufassung: Fischer, Frankfurt am Main 1997, ISBN 978-3-596-13336-9
- Zweites Buch: Neidhart und das Reuental. Eine Lebensreise (Neidhart von Reuental)
  - Erstausgabe: Insel, Frankfurt am Main 1988 (unter dem Titel Neidhart aus dem Reuental)
  - Überarbeitete Neuausgabe: Fischer, Frankfurt am Main 1996, ISBN 978-3-596-13335-2
- Drittes Buch: Tristan und Isolde des Gottfried von Straßburg (Gottfried von Straßburg, Tristan und Isolde)
  - Erstausgabe: Insel, Frankfurt am Main 1991, ISBN 978-3-596-15499-9
- Viertes Buch: Ich Wolkenstein. Die Biographie (Oswald von Wolkenstein)
  - Erstausgabe: Insel, Frankfurt am Main 1977 (mit dem Untertitel Eine Biographie)
  - Erweiterte Neufassung: Fischer, Frankfurt am Main 1996, ISBN 978-3-596-19008-9

Lebensgeschichten / biographische Schriften
- N. Romanbiografie. Suhrkamp, Frankfurt am Main 1970. (Napoleon Bonaparte)
- Die Präsidentin. Roman eines Verbrechens. Suhrkamp, Frankfurt am Main 1973. (Marthe Hanau)
- Josephine. Aus der öffentlichen Biografie der Josephine Baker. Suhrkamp, Frankfurt am Main 1976. (Josephine Baker)
- Beethoven und der schwarze Geiger. Roman. Insel, Frankfurt am Main 1990. (Ludwig van Beethoven)
- Das Heu, die Frau, das Messer. Novelle. Insel, Frankfurt am Main u. Leipzig 1993. (Karl Philipp Moritz)
- Clara Schumann, Klavier. Ein Lebensbuch. S. Fischer Verlag, Frankfurt am Main 1996, ISBN 3-10-041503-5. (Clara Schumann)
- Goethe zieht in den Krieg. Eine biografische Skizze. S. Fischer, Frankfurt am Main 1999. (Johann Wolfgang von Goethe)
- Auf dem Weg zu Annemarie Böll. Heinrich Böll-Stiftung e. V., Berlin 2000. (Annemarie Böll)
- Frau Merian! Eine Lebensgeschichte. S. Fischer, Frankfurt am Main 2002. (Maria Sibylla Merian)
- Porträtstudien schwarz auf weiß. Fischer, Frankfurt am Main 2006. (Sammelband, enthält frühere biographische Schriften)
- Geheimagent Marlowe. Roman eines Mordes. S. Fischer, Frankfurt am Main 2007, ISBN 978-3-10-041510-3. (Christopher Marlowe)
- Gertrud Kolmar. Leben und Werk, Zeit und Tod. S. Fischer, Frankfurt am Main 2008, ISBN 978-3-10-041511-0. (Gertrud Kolmar)
- Ich war Hitlers Schutzengel. Fiktionen. S. Fischer, Frankfurt am Main 2010, ISBN 978-3-10-041515-8. (Adolf Hitler)

Romane
- Ausflüge im Fesselballon. Roman. Suhrkamp, Frankfurt am Main 1971.
- Stanislaw der Schweiger. Roman. Suhrkamp, Frankfurt am Main 1975, ISBN 3-518-03493-6.
- Die Kammer des schwarzen Lichts. Roman. Suhrkamp, Frankfurt am Main 1984.
- Der König von Grönland. Ein Künstlerroman. S. Fischer, Frankfurt 1997.

Erzählungen
- Siam-Siam. Ein Abenteuerbuch. Suhrkamp, Frankfurt am Main 1972.
- Festspiel für Rothäute. Erzählung. Suhrkamp, Frankfurt am Main 1974.
- Ludwigslust. Erzählungen. Suhrkamp, Frankfurt am Main 1977.
- Und der Sultan von Oman. Erzählung. Suhrkamp, Frankfurt am Main 1979.
- Der wilde Gesang der Kaiserin Elisabeth. S. Fischer, Frankfurt am Main 1982.
- Der Himalaya im Wintergarten. Erzählungen. Suhrkamp, Frankfurt am Main 1984.
- Flaschenpost für Goethe, Insel, Frankfurt am Main 1985.
- Bettines letzte Liebschaften. Insel, Frankfurt am Main 1986.
- Die Minute eines Segelfalters. Erzählung. Insel, Frankfurt am Main/Leipzig 1992.

Sachliteratur
- Analogie und Variation. Zur Analyse von Robert Musils Roman ‚Der Mann ohne Eigenschaften‘. Dissertation. Bouvier, Bonn 1965. (= Bonner Arbeiten zur deutschen Literatur Band 13)
- Musik & Gesellschaft. Tsamas-Verlag, Bad Homburg 1971.
- Grenzen des Widerstands. Essays. Suhrkamp, Frankfurt am Main 1972.
- Unternehmen Rammbock. Planspielstudie zur Wirkung gesellschaftskritischer Literatur. Suhrkamp, Frankfurt am Main 1974.
- Luftkrieg als Abenteuer. Kampfschrift. (Reihe Hanser, 180) Carl Hanser Verlag, München 1975, ISBN 3-446-12000-9.
- Löwenmusik. Essays. Suhrkamp, Frankfurt am Main 1979.
- Auf der Zeitachse. Vier Konzepte. Suhrkamp, Frankfurt am Main 1980.
- Herr Neidhart. Insel, Frankfurt am Main 1981.
- Schillers Schreibtisch in Buchenwald. Bericht. S. Fischer, Frankfurt am Main 2005.
- Ein Mozart in Galizien. Erzählte Geschichte. S. Fischer, Frankfurt am Main 2008, ISBN 978-3-10-041515-8.[4]
- Den Musil spreng ich in die Luft. Gefälschte Geschichten? S. Fischer, Frankfurt am Main 2011, ISBN 978-3-10-041516-5.[5]

Kinderbücher
- Mit dem Zauberpferd nach London. Kinderroman. Luchterhand, Darmstadt/Neuwied 1973.
- Achmeds Geheimsprache. Mit Bildern von Kurt Halbritter. Verlag Gertraud Middelhauve, Velber bei Hannover 1976.
- Die Geisterhand. Mit Bildern von Dirk Zimmer. Insel, Frankfurt am Main 1978.
- Der Herr der fliegenden Fische. Ein Märchen. S. Fischer, Frankfurt am Main 1979.
- Es fliegt ein Pferd ins Abendland. Kinderroman. Mit Bildern von Margit Pawle. Fischer TB, Frankfurt am Main 1994.
- Der fliegende König der Fische. Mit Bildern von Armin Daniel. Fischer, Frankfurt am Main 1996.
- Prinz Achmed und die Pferde des Sultans. Mit Bildern von Margit Pawle. Fischer, Frankfurt am Main 1996.
- Das Geheimnis der Delphinbucht. Fischer, Frankfurt am Main 1998.

Hörspieltexte
- Das Ärgernis. Hörspiel. Gemeinschaftsproduktion des Saarländischen Rundfunks mit dem Hessischen Rundfunk. Saarbrücken u. Frankfurt am Main 1966.
- Goldberg-Variationen. [Vier] Hörspieltexte mit Materialien. Suhrkamp, Frankfurt am Main 1976.
- Op der Parkbank. Verlag Greven, Köln 1976.
- Galaktisches Rauschen. 6 Hörspiele. Nachwort von Heinrich Vormweg. Suhrkamp, Frankfurt am Main 1980.
- Mit Flügelohren: Mein Hörspielbuch. Fischer, Frankfurt am Main 2003.

Dramatik
- Präparationen. Zwei Stücke über ein Thema: Simulation. Präparation eines Opfers. Theaterverlag Kurt Desch, Wien/München/Basel ohne Jahr.
- Scheingefechte. Komödie (Neufassung). Theaterverlag Kurt Desch, Wien/München/Basel ohne Jahr.
- Keine Wahrheit über Jericho. Schauspiel. Theaterverlag Kurt Desch, Wien/München/Basel 1964.
- Boulevardtheater oder: Ordnung muß sein. Komödie. Verlag Kurt Desch, München/Basel/Wien 1971.
- Ein Schrank wird belagert. Schauspiel. Suhrkamp, Frankfurt am Main 1976.
- Herbstmanöver. In: Spectaculum 27. Neun moderne Theaterstücke. Suhrkamp, Frankfurt am Main 1976.
- Separatvorstellung. Schauspiel. Fischer, Frankfurt am Main 1978.

Lyrik
- Schriftbilder, Bilderschrift. Privatdruck der Anker-Teppichfabrik Gebrüder Schoeller, Düren 1979.
- Schnee und Schwefel. Gedichte. Suhrkamp, Frankfurt am Main 1982.

Autobiographie
- Das Magische Auge. Mein Lebensbuch. S. Fischer, Frankfurt am Main 2013, ISBN 978-3-10-041513-4.
- Die siebte Woge. Mein Logbuch. S. Fischer, Frankfurt am Main 2015, ISBN 978-3-10-002279-0.
- Spätvorstellung. Mein Theaterbuch. S. Fischer, Frankfurt am Main 2016, ISBN 978-3-10-002495-4.

### Hörspiele (Auswahl)
- 1960: Das Transparent. Mit Bum Krüger, Hans Müller-Westernhagen, Manfred Heidmann, Heinz von Cleve u. a. Regie: Edward Rothe. Produktion: WDR.
- 1962: Märchen und Legenden: Das goldene Faß. Mit Wolfgang Wahl, Ursula Langrock, Harry Grüneke, Peter Fricke u. a. Regie: Otto Kurth. Produktion: WDR.
- 1962: Der Feuerengel. Mit Hanns Ernst Jäger, Friedrich W. Bauschulte, Walter Jokisch, Magda Hennings u. a. Regie: Edward Rothe. Produktion: WDR.
- 1965: Das Ärgernis. Mit Raoul Wolfgang Schnell, Jürgen Goslar, Erla Prollius, Hans Caninenberg u. a. Regie: Raoul Wolfgang Schnell. Produktion: SR/HR.
- 1969: U-Boot-Spiel. Mit Martin Held und Günther Lüders. Regie: Friedhelm Ortmann. Produktion: WDR/HR/SR.
- 1969: Op de Parkbank. Mit Maria Krahn. Regie: Heinz Dieter Köhler. Produktion: WDR.[6]
- 1970: Die Spirale. Mit Vadim Glowna. Regie: Heinz-Günter Stamm. Produktion: BR.
- 1970: Stervenswöötche. Mit Karl-Maria Schley. Regie: Heinz Dieter Köhler. Produktion: WDR.
- 1972: Et Maachwoot jesproche. Drei Hörspiele in Kölner Mundart: (1) Bildstörung, (2) Et Meckerband, (3) Jesang op der Walz. Regie: Heinz Dieter Köhler. Produktion: WDR.[7]
- 1972: Freitag lernt sprechen. Regie: Friedhelm Ortmann, Produktion: WDR.
- 1973: Lemsomd (bairisch für Lebensabend). Dieter Kühn schrieb das Hörspiel, den Monolog einer alten Frau im Park eines Altersheims, unter dem Titel Op de Parkbank, später wurde es von dem Dramatiker, Schauspieler und Regisseur Martin Sperr ins Bairische übertragen.  Mit Therese Giehse. Regie: Martin Sperr. Produktion: BR. Als Podcast/Download im BR Hörspiel Pool.[8]
- 1973: Große Oper für Stanislaw den Schweiger. Mit Walter Bluhm (Kutscher), Ernst Jacobi (Reisender), Charles Wirths (Opernbesucher), Max Mairich (Koch), Dieter Borsche (Bibliothekar) u. a. Regie: Heinz von Cramer, Produktion: BR/NDR/WDR.
- 1973: Sprachregelung. Mit Hans Korte (Funktionär), Herbert Fleischmann (Lehrer 1), Herbert Bötticher (Lehrer 2) und Marlies Compère, Paul Hoffmann, Walter Schmidinger, Klaus Schwarzkopf, Erro Wacke. Regie: Heinz Hostnig, Produktion: BR.
- 1974: Goldberg-Variationen. Mit Ernst Jacobi. Musikcollage und Regie: Heinz von Cramer. Produktion: BR/HR.
  - Auszeichnung: Hörspielpreis der Kriegsblinden 1974.
- 1975: Op de Parkbank. Übertragung ins Niederdeutsche: Jochen Schütt. Mit Erika Rumsfeld. Regie: Hans Helge Ott. Produktion: RB.[9]
- 1980: Guten Tag, Herr Speer. SWF2, Radio-Essay.
- 2007: Überholmanöver auf der Tonspur. Mit Hans Peter Korff, Renate Schroeter, Susana Fernandes Genebra. Regie: Hans Gerd Krogmann. Produktion: SWR.

(Die ARD-Hörspieldatenbank listet über 70 verschiedene Titel des Autors Dieter Kühn, die seit 1960 im deutschen Rundfunk gesendet wurden.)

### Herausgeberschaft
- Johann Most: Ein Sozialist in Deutschland. Carl Hanser Verlag, München 1974.
- mit Ludwig Harig: Netzer kam aus der Tiefe des Raumes. Notwendige Beiträge zur Fußballweltmeisterschaft. Carl Hanser Verlag, München 1974.
- Eduard Pöppig: In der Nähe des ewigen Schnees. Eine Anden-Reise im 19. Jahrhundert. Insel, Frankfurt am Main 1975.
- Bettina von Arnim: Aus meinem Leben. Zusammengestellt und kommentiert von Dieter Kühn. Insel Verlag, Frankfurt am Main 1982.

### Übersetzungen
- Gottfried von Straßburg: Tristan und Isolde des Gottfried von Straßburg. Bearbeitet von Dieter Kühn, unter Mitarbeit von Lambertus Okken. Insel Verlag, Frankfurt am Main u. Leipzig 1991.
- Neidhart von Reuental: Liederbuch für Neidhart. Insel Verlag, Frankfurt am Main 1983.
- Wolfram von Eschenbach: Parzival. Nach der Ausgabe Karl Lachmanns revidiert und kommentiert von Eberhard Nellmann. Übertragen von Dieter Kühn. Bände I und II in 2 Bänden. Deutscher Klassiker Verlag, Frankfurt am Main 1994.

## Adaptionen

### Hörspiele
- Mit dem Zauberpferd nach London. Hörspielbearbeitung und Regie: Charlotte Niemann. Radio Bremen / Deutsche Grammophon 1977
- Geheimagent Marlowe. Regie: Thomas Leutzbach. Westdeutscher Rundfunk 2007[11]

### Hörbücher
- Der Herr der fliegenden Fische. Sprecher: Klaus Havenstein. Bayerischer Rundfunk 1979, ISBN 978-3-89835-508-7.
- Wolfram von Eschenbach: Parzival. Übertragen von Dieter Kühn, Sprecher: Bernt Hahn, Peter Fitz, Bernd Kuschmann, Andreas Pietschmann und Dieter Kühn. WDR-3-Radio-Projekt (1998). Patmos Hörbuch, Düsseldorf 2007, ISBN 978-3-491-91231-1.

## Auszeichnungen
- 1972: Förderpreis des Landes Nordrhein-Westfalen für Literatur
- 1974: Georg-Mackensen-Literaturpreis
- 1975: Hörspielpreis der Kriegsblinden
- 1977: Hermann-Hesse-Preis
- 1980/1981: Stadtschreiber von Bergen
- 1985: Brüder-Grimm-Professur
- 1989: Großer Literaturpreis der Bayerischen Akademie der Schönen Künste
- 1993: Mainzer Stadtschreiber Literaturpreis des ZDF und der Stadt Mainz
- 2014: Carl-Zuckmayer-Medaille[12]

## Film
- Dieter Kühn – kein Zimmer mit Seeblick, Produktion: Claus Spahn, WDR, 1994